# Colloïdchemie
De colloïdchemie is een tak van de scheikunde die zich bezighoudt met de bestudering van colloïdale deeltjes en colloïdale systemen. De 19e-eeuwse Schotse chemicus Thomas Graham wordt beschouwd als grondlegger van deze wetenschap.

## Onderwerp en toepassing
In de colloïdchemie worden naast de (chemische) bereiding van colloïden ook natuurkundige processen binnen colloïdale mengsels bestudeerd, zoals de brownse beweging, adsorptie, lichtbreking, elektroforese, magnetisme, elektrische geleiding, grensvlakactiviteit, aantrekking en afstoting. Deze processen in de microwereld bepalen bijvoorbeeld de zichtbare eigenschappen van dispersies, zoals het vloeien en uitzakken van verf, of de tastbare eigenschappen van bijvoorbeeld coatings, of de warmtegeleiding van technisch keramiek. Als in melk de colloïdale eiwitbolletjes (caseïne) aan elkaar plakken, ontstaan producten als yoghurt en kaas.
Belangrijke toepassingen van colloïden worden gevonden in de fabricage van technische keramiek, informatiedragers (tapes, disks) en katalysatordragers. Hierbij is er een toenemende vraag naar steeds kleinere deeltjes. Deze zijn van belang voor katalyse, wegens hun grote oppervlak, maar bijvoorbeeld ook voor de labelling van eiwitten met ultrakleine gouddeeltjes waardoor de eiwitten beter traceerbaar zijn onder de elektronenmicroscoop. Daarnaast is er een groeiende belangstelling voor staafvormige colloïden die vloeibare kristallen kunnen vormen.